# Società Bancaria Ticinese
Die Società Bancaria Ticinese mit Sitz in Bellinzona ist eine Schweizer Privatbank. Sie ist als regionale Universalbank insbesondere auf das Private Banking und die Vermögensverwaltung spezialisiert. Die Società Bancaria Ticinese wurde 1903 in Lugano gegründet. Kurze Zeit später wurde eine Filiale in Bellinzona eröffnet, die in der Folge zum Hauptsitz des Bankinstituts wurde. Das Unternehmen befindet sich mehrheitlich im Besitz der Tessiner Familie Resinelli sowie weiteren Aktionären aus dem Raum Bellinzona.